# Calochilus grandiflorus
Calochilus grandiflorus là một loài thực vật có hoa trong họ Lan. Loài này được (Benth.) Domin mô tả khoa học đầu tiên năm 1915.